# Kreis Mureș

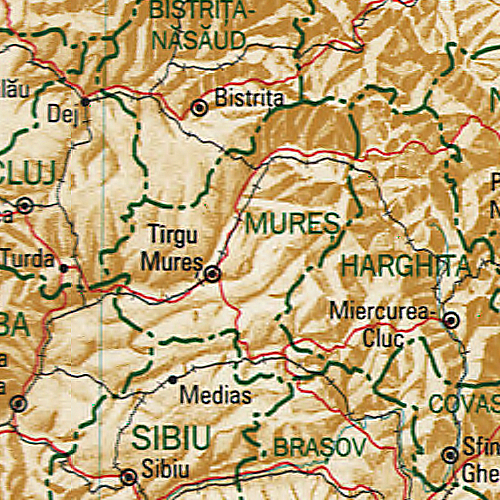
Karte des Kreises Mureș

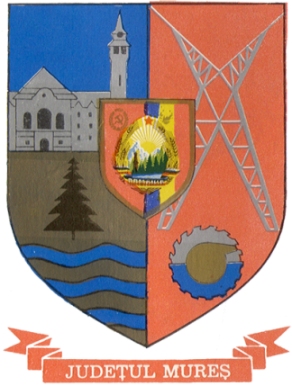
Wappen des Kreises Mureș, zur Zeit des Realsozialismus

Wappen des Kreises Mureș, in der Zwischenkriegszeit (1918–1939)

Mureș [ˈmureʃ] (rumänisch Județul Mureș, ungarisch Maros megye, deutsch Kreis Mieresch) ist ein rumänischer Kreis (Județ) in der historischen Region Siebenbürgen mit der Kreishauptstadt Târgu Mureș. Er ist benannt nach dem gleichnamigen Fluss Mureș, seine gängige Abkürzung und das Kfz-Kennzeichen sind MS.
Der Kreis Mureș grenzt im Norden sowie im Nordwesten an den Kreis Bistrița-Năsăud. Des Weiteren grenzt er im Norden an den Kreis Suceava, im Osten an den Kreis Harghita, im Süden an die Kreise Brașov und Sibiu, an letzteren auch im Westen, des Weiteren im Westen auch an den Kreise Alba und Cluj.

## Bevölkerung
Die Einwohnerzahl einiger Ethnien im Kreis Mureș entwickelte sich ab 1930 wie folgt:
| Jahr | Einwohner | Rumänen | Magyaren | Deutsche | Roma   | Ukrainer | Lipowaner | Juden  |
| ---- | --------- | ------- | -------- | -------- | ------ | -------- | --------- | ------ |
| 1930 | 425.721   | 185.367 | 176.990  | 33.379   | 17.444 | 71       | 317       | 11.405 |
| 1956 | 513.261   | 243.720 | 231.875  | 20.074   | 13.804 | 31       | 112       | 3.241  |
| 1966 | 561.598   | 278.386 | 249.675  | 20.625   | 11.402 | 30       | 98        | 1.053  |
| 1977 | 605.345   | 297.205 | 268.251  | 18.807   | 20.019 | 53       | 88        | 646    |
| 1992 | 610.053   | 317.541 | 252.651  | 4.588    | 34.798 | 41       | 47        | 199    |
| 2002 | 580.851   | 309.375 | 228.275  | 2.045    | 40.425 | 72       | 69        | 150    |
| 2011 | 550.846   | 277.372 | 200.858  | 1.478    | 46.947 | 40       | 47        | 86     |
| 2021 | 518.193   | 252.400 | 165.014  | 904      | 44.880 | 47       | 24        | 56     |

- Bemerkung: Unter den Magyaren ist hier im Kreis Mureș auch die Anzahl der Szekler aufgeführt.

## Geographie
Der Kreis hat eine Gesamtfläche von 6714 km², dies entspricht 2,81 % der Fläche Rumäniens.

## Städte und Gemeinden

### Status der Ortschaften
Der Kreis Mureș besteht aus offiziell 516 Ortschaften. Davon haben vier den Status eines Munizipiums, elf den einer Stadt, 86 den einer Gemeinde und die übrigen sind administrativ den Städten und Gemeinden zugeordnet.

### Größte Orte
| Stadt/Gemeinde                                              | Einwohnerzahl |
| ----------------------------------------------------------- | ------------- |
| Târgu Mureș (dt. Neumarkt am Mieresch, ung. Marosvásárhely) | 116.033       |
| Reghin (dt. Sächsisch-Regen, ung. Szászrégen)               | 029.742       |
| Sighișoara (dt. Schäßburg, ung. Segesvár)                   | 023.927       |
| Târnăveni (dt. Sankt Martin, ung. Dicsőszentmárton)         | 020.604       |
| Luduș (dt. Ludasch, ung. Marosludas)                        | 014.757       |
| Sâncraiu de Mureș (dt. Weichseldorf, ung. Marosszentkirály) | 010.403       |
| Sovata (ung. Szováta)                                       | 009.703       |
| Sângeorgiu de Mureș (ung. Marosszentgyörgy)                 | 009.688       |
| Iernut (dt. Radnuten, ung. Radnót)                          | 008.473       |
| Ungheni (dt. Nyaradfluß, ung. Nyárádtő)                     | 007.007       |
| Sântana de Mureș (ung. Marosszentanna)                      | 006.612       |
| Sărmașu (ung. Nagysármás)                                   | 006.186       |
| Band (dt. Bandorf, ung. Mezőbánd)                           | 006.126       |
| Ceuașu de Câmpie (dt. Grubendorf, ung. Mezőcsávás)          | 005.992       |
|                                                             |               |
| Miercurea Nirajului (dt. Sereda, ung. Nyárádszereda)        | 005.414       |
| (Stand: 1. Dezember 2021)                                   |               |